# Сальск-2 (аэродром)
Сальск-2 —  недействующий аэродром гражданской авиации регионального значения Ростовской области. Используется как посадочная площадка. Расположен на южной окраине города  Сальска.
Аэродром «Сальск-2» является аэродромом 4 класса, был способен принимать самолёты Ан-2 и аналогичные им по массе, а также вертолёты всех типов.

## История и деятельность
История возникновения гражданского аэродрома берет свое начало с бывшего военного аэродрома, построенного в годы Великой Отечественной войны советскими военнопленными, который предназначался для осуществления налетов самолетов-бомбардировщиков немецко-фашистских войск на Сталинград.
Сальск стал основным аэродромом для снабжения войск противника под Сталинградом, на нем  базировалось более 300 самолетов различных типов. Немецкие самолеты на аэродроме Сальск размещались в четырех-пяти довольно компактных группах.
В ходе военной операции 22 января 1943 года при освобождении города Сальска отличился 622-й штурмовой авиационный полк, в результате чего были ликвидированы самолеты противника на аэродроме.
После войны на территории бывшего немецкого военного аэродрома был построен гражданский аэродром местных авиалиний. Из аэропорта Сальска осуществлялось регулярное пассажирское авиасообщение с городами Ростов-на-Дону, Элиста, Ставрополь, Волгодонск и другими.
Обслуживание аэродрома  «Сальск-2» осуществлялось Сальским объединенным авиационным отрядом.
В 1980-х годах была запланирована масштабная реконструкция Сальского аэропорта (строительство нового здания аэровокзала, новой взлетно-посадочной полосы и т.д.), чтобы Сальск был связан авиасообщением со многими городами Советского Союза.
Сальский объединенный авиаотряд был ликвидирован в октябре 2003 года.
В настоящее время Сальский аэродром используется энтузиастами малой авиации,ВПП частично поддерживается для взлета и посадки.

## Перспективы
В соответствии со «Стратегией развития транспортного комплекса Ростовской области до 2030 года» предусматривалось проведение реконструкции или строительства не менее 10 взлетно-посадочных полос и аэродромов в населенных пунктах Ростовской области. На первом этапе – восстановление аэропортов регионального значения, в том числе в городе Сальске. Но в реальности земли переведены в муниципальную собственность и разданы на участки под ИЖС.